# N99 (België)
De N99 is een gewestweg in de Belgische provincies Henegouwen en Namen. Deze weg vormt de verbinding tussen Doische en Macquenoise.
De totale lengte van de N99 bedraagt ongeveer 52 kilometer.

## Plaatsen langs de N99
- Doische
- Gimnée
- Niverlée
- Mazée
- Treignes
- Vierves-sur-Viroin
- Olloy-sur-Viroin
- Nismes
- Petigny
- Couvin
- Boutonville
- Baileux
- Chimay
- Saint-Remy
- Villers-la-Tour
- Seloignes
- Macquenoise

## N99d
De N99d is een onderdeel van de N99 in Couvin. De 200 meter lange route gaat via de Rue de la Ville en is ingericht als eenrichtingsverkeersweg en alleen te berijden voor verkeer van west naar oost over de N99. De N99 zelf is ter hoogte van de N99d alleen van oost naar west te berijden.